# Эжаев, Асламбек Каспиевич
Асламбе́к Каспиевич Эжа́ев (1 января 1963, Шатой, Шатойский район, Чечено-Ингушская АССР, РСФСР, СССР) — российский общественный мусульманский деятель, издатель.

## Биография
Родился 1 января 1963 года в селе Шатой бывшей Чечено-Ингушской АССР. Родители работали учителями. В 1985 году окончил Грозненский нефтяной институт им. М. Д. Миллионщикова. С 1989 года работает в книгоиздательском бизнесе.
В апреле 2021 года Эжаева арестовали по подозрению в финансовой помощи запрещенной в России террористической организации «Исламское государство». 
«Ему предъявлено обвинение в совершении преступления, предусмотренного ч. 4 ст. 205.1 УК РФ (организация финансирования террористической деятельности), и по ходатайству следствия судом избрана мера пресечения в виде заключения под стражу», — сообщила пресс-служба СК.
Следователи считают, что Эжаев начиная с 2012 года много раз встречался с «контрагентами», от которых получал средства для финансирования ИГ. В дальнейшем, по мнению стороны обвинения, он перечислил более 34 млн руб. людям, которые находятся в розыске за совершение преступлений, связанных с терроризмом. 3 февраля 2023 года приговорен к 17 годам колонии и году ограничения свободы, Эжаев свою вину отрицает.

## Издательский дом «Ummah»
С целью издания качественной исламской литературы, соответствующей условиям российского рынка в 2002 году организовал первый мусульманский издательский дом «Ummah». Издательство работало в основном с классическими авторами, избегая крайних взглядов. Эжаев привлекал к работе различных редакторов, авторов, переводчиков, среди которых были: Э. Кулиев, Д. Д. Хайретдинов, В. А. Нирша, Н. Гайнуллин и многие другие.
Продукция издательского дома выставлялась на различных ярмарках.
Эжаев является создателем литературного конкурса «Исламский прорыв», направленного на активную социализацию исламской общины (уммы) и стал важным событием в общественной жизни страны.